# 台風クラブ
『台風クラブ』（たいふうクラブ）は、1985年8月31日より一般公開された相米慎二監督による日本映画。

## 概要
脚本はディレクターズ・カンパニーのシナリオ募集コンクール準入選作。
第1回東京国際映画祭ヤングシネマ部門大賞受賞、第7回ヨコハマ映画祭最優秀新人賞受賞（大西結花）。
台風の襲来をきっかけとして、日頃の鬱屈した感情を爆発させる少年少女の姿を通して、思春期の少年少女たちの危うさ・脆さを表現している。一見理解しがたい表現や、今日では規制の対象となるであろう過激な表現が散見されるが、それがかえって登場人物の心情の複雑さを浮き上がらせている。
東京国際映画祭で審査員を務めたイタリアの映画監督ベルナルド・ベルトルッチも、この作品から創作意欲を刺激されたと語っている。また、この作品で体当たりの演技を見せた工藤夕貴が注目されるきっかけともなった作品であり、これまで優等生的な役柄が多かった三浦友和が、それまでのイメージを180度転換させるような演技をしたことでも注目された。
挿入歌としてBARBEE BOYSの「暗闇でDANCE」と「翔んでみせろ」P.J & COOL RUNNINGSの｢CHILDREN OF THE WORLD｣「FREE NO WAY」が使用されている。
東京国際映画祭ヤングシネマ部門大賞の副賞として次回作の資金75万ドルが贈られ、相米は『光る女』を制作した。
2023年9月23日から、4Kレストア版が全国で公開。

## ストーリー
高見理恵らは高校受験を控える、ある地方都市の中学3年生。一見、普通の中学生のように振るまっているが、心の奥底では「何か」が起こることを期待している。

### 木曜日
夜、森崎みどりが学校から駆け出し、クラスメートでランニング中の野球部員、三上恭一と清水健を見つけて学校のプールに連れてくる。プール際では山田明が失神していた。恭一と健が学校に駆け付けた担任の梅宮安とともに事情を聞くと、学校のプールに忍び込んで泳いでいる明を見つけた理恵、大町美智子、宮田泰子、毛利由美、みどりが裸にした明にコースロープを巻き付け、プールの中を引きずり回したのだった。

### 金曜日
恭一は、理恵を団地まで迎えに行き一緒に登校、昨夜の騒動について話す。梅宮の授業中、梅宮の恋人の八木沢順子の母・勝江と、叔父の英夫が乱入して騒ぎとなる。
夜。恭一は兄の敬士と「個は種を超越することは出来るか」と話し合う。「死は個の種に対する勝利か」と恭一は質問する。その後、恭一はルーティンのランニングに出かける。健を誘いに行くと明も健を訪ねていた。健の家の裏にある崖でたばこを吸いながら、明は教室で泰子と由美のレズ行為を目撃したことを告白し、その後、恋愛話になる。

### 土曜日
朝。恭一は理恵を迎えに行くが、理恵は寝坊をしており、恭一は一人で登校。遅刻した理恵も学校まで行くが、引き返して東京へ家出してしまう。授業中、美智子が昨日の件について梅宮を問い詰めたことをきっかけに、クラスは混乱。外では風が強まり、雨が降り始めていた。一方、泰子たちは梅宮の授業をサボって演劇部の部室へ行き、みどりはストリップごっこをし、泰子は由美と体を重ねていた。
放課後、梅宮は生徒たちに台風がやってくるので早く帰宅するよう伝えるが、美智子は昨日の件について梅宮に説明を求めて教室で待ち続けていた。登校しなかった理恵の家族から理恵が家出したという知らせを受けた梅宮は、美智子を残して職員室に向かうが、その間に美智子は彼女のことを日頃から慕っていた健に襲われる。そんなこととは知らない梅宮は恭一から「朝、理恵を迎えに行ったけど、理恵は出てこなかった」という言質をとると、理恵の家族に「学校は無関係です」と無責任なセリフを残し、美智子の姿が見えないことから美智子も帰ったものと思って、学校の入り口を施錠して帰宅してしまう。美智子を襲った健だったが、昔、理科の実験中にふざけて自分が美智子に負わせてしまった背中の火傷を見て、我にかえる。美智子は、自分が襲われる様子を見ていた恭一を職員室の隅に見つける。さらに演劇部の部室から戻ってきた泰子たちも合流する。恭一は梅宮の自宅に電話をかけて、入り口が施錠されてしまったため、自分たちが学校に閉じ込められてしまったことを説明するが、順子たちと宴会中の梅宮は酩酊していて要領を得ない。恭一は「悪い人じゃないけど、でも、あなたはもう終わりです」「僕は絶対あなたにはならない」と梅宮に告げて電話を切った。その後、生徒たちは体育館でストリップをし、半裸のまま校庭に飛び出すなど乱痴気騒ぎを始める。
その頃、東京に行った理恵は小林にナンパされて、彼のアパートまでついていくが、「みんなが心配している」と嵐の中、小林のアパートを飛び出していく。
騒ぎ疲れて、みんなが寝静まる中、恭一は一人、人間が生きる意味について考えていた。明け方、一人教室の窓際に机と椅子を積み上げていく恭一。そして「死は生に先行する」「みんなが生きるために死んでみせる」とみんなに告げ、大雨で浸水している校庭に飛び降りた。

### 月曜日
地元に帰ってきた理恵が台風の後片づけが行われている中を歩いていると、学校のプールに泳ぎに行くという明と出くわす。明から学校が休校になったことを知るが、そのまま学校へ向かい、湖のようになったグラウンドを明とともに校舎へと進んでいった。

## 主な登場人物
三上恭一（15才）：三上祐一
野球部3年。優等生で、東京の私立高校への進学を希望している。クラスメイトと悪ふざけをする一方で、哲学的なことを考えている。理恵の恋人でもある。女の子にモテる。
清水健（15才）：紅林茂
野球部3年。美智子に恋心を抱いているが、素直に自分の気持ちを表現できず、時々、暴走する。「ただいま」「おかえりなさい」とつぶやく癖がある。
山田明（14才）：松永敏行
恭一や健の友人。子供っぽい悪ふざけをよくする。よく学校のプールに忍び込んで泳いでいる。
高見理恵（14才）：工藤夕貴
恭一の恋人。無邪気な言動をする子供っぽい女の子だが、彼女なりに恭一のことを真剣に愛している。台風が来ることを期待している。
大町美智子（15才）：大西結花
恭一のクラスメイト。優等生で潔癖症。恭一のことを慕っている。健の悪ふざけのために、背中に大火傷を負い、健のことを毛嫌いしている。
宮田泰子（15才）：会沢朋子
演劇部3年。由美と同性愛的関係にある。姉御肌で、演劇部3年女子3人組のリーダー的存在。
毛利由美（14才）：天童龍子
演劇部3年。祖母が死にそうで、そのことをいつも気にしている。
森崎みどり（15才）：渕崎ゆり子
演劇部3年。泰子や由美とつるんでいるが、二人とはどことなく一線を画している。梅宮に同情的。
梅宮安（34才）：三浦友和
恭一のクラスの担任。担当科目は数学。若き日の理想を失った無責任な大人の典型。
小林（21才）：尾美としのり
台風の日に東京に家出した理恵をナンパし、自分のアパートに連れ込もうとする若い男。自称大学生。
三上敬士（19才）：鶴見辰吾
恭一の兄。大学生。
清水留造（64才）：寺田農
健の同居人。
八木沢順子（29才）：小林かおり
梅宮の恋人。
八木沢勝江（51才）：石井富子
順子の母。
八木沢英夫（48才）：佐藤允
順子の叔父（勝江の弟）。
岡部（55才）：伊達三郎
用務員。

## ロケ地
学校ロケは長野県佐久市の佐久市立中込中学校を3週間借りて行われた。夏休み期間に集中的にロケを行い、在校生もエキストラとして参加。全校生徒に「台風クラブ撮影記念」の文字入り鉛筆が配られた。
ロケ期間中、台風どころか一滴の雨も全く降らなかったことで、人工的に雨を降らす演出の他、台風のシーンではスタッフがロープで木を引っ張って揺らす演出を執るなどの苦労も見られた。そしてクライマックスシーンの台風で学校の大きな木が倒れるシーンはグラウンドに大木を移植して撮影。なお、ロケ当時の校舎は放火と見られる不審火で焼失。駅のシーンは小海線の中込駅。三浦友和扮する梅宮先生宅は中込中学校教員の男性教師のアパートを借りて行われた。

## カットされたシーン
本作では、撮影はされたものの、本編では採用されなかったシーンがいくつか明らかにされている。
- 台風による大雨で、健の家の裏手にある崖が土砂崩れを起こし、留造もろとも健の家が流される。1/2サイズのセットを製作して撮影されたが、子供たちが生きてこないとして採用されなかった[11]。
- 大雨に打たれた理恵が小林のアパートに戻った後、おもちゃの鉄砲を撃ちながら小林に恭一のことを話すシーン。恭一が深夜の教室で黙考するシーンとカットバックして挿入される予定で、理恵が恭一をどのように見ていたかが明らかになる重要なシーンだったが、説明的になるとしてカットになった[6]。
- 飛び降りて校庭に突き刺さった恭一を、女子たちが恭一の足を持って水の中から引き抜こうとするシーン[6]。

## エピソード
学校では完成記念として上映会を行う予定だったが、教師の恋愛問題、校内の安全管理における不備（生徒閉じ込め）、終盤の乱痴気騒ぎ（雨のグランドで全員裸で「もしも明日が…。」を歌いながら踊りだす）などが問題とされ、いつの間にか中止になっていた。なお、当時の佐久市には映画館は1館しかなく、この館でも上映されなかったため、生徒はもちろん住民でも封切り時にこの映画を観た人は少ないと言われる。

## スタッフ
- 製作・企画：宮坂進
- プロデューサー：山下勉
- 監督：相米慎二
- 脚本：加藤祐司
- 音楽：三枝成彰
- 撮影：伊藤昭裕
- 照明：島田忠昭
- 美術：池谷仙克
- 録音：中野俊夫
- 編集：冨田功
- 音響効果：小島良雄
- 助監督：榎戸耕史、大谷康之、宮城仙雅、冨樫森
- 記録：今村治子
- 製作担当：田中雅夫
- 刺青：霞涼二
- MA：にっかつスタジオセンター
- 現像：東洋現像所
- 配給：東宝